# 13-as busz (Veszprém)
A veszprémi 13-as jelzésű autóbusz a Kádártai úti forduló és Dózsaváros között közlekedik.

## Története
2019. december 15-étől csak csúcsidőkben közlekedik.

## Útvonala
| Avar utca / Juhar utca felé | Kádártai úti forduló felé |
| --- | --- |
| Kádártai úti forduló vá. – Kádártai út – Hold utca – Haszkovó utca – Kálvin János park – Munkácsy Mihály utca – Jutasi út – Mindszenty József utca – Brusznyai Árpád utca – Megyeház tér – Óvári Ferenc utca – Dózsa György utca – Toborzó utca – Bem József utca – Jókai Móra utca – Szent István utca – Avar utca – Avar utca / Juhar utca vá. | Avar utca / Juhar utca vá. – Avar utca – Juhar utca – Tizenháromváros tér – Pápai út – Völgyhíd tér – Eszterházy Antal utca – Jókai Mór utca – Horgos utca – Szabadság tér – Brusznyai Árpád utca – Mindszenty József utca – Jutasi út – Munkácsy Mihály utca – Kálvin János park – Haszkovó utca – Hold utca – Kádártai út – Kádártai úti forduló vá. |

## Megállóhelyei
| 0  | Kádártai úti forduló végállomás             | 21 | 5, 21, 23, 25 Helyközi buszok                                             |
| 1  | Bolgár Mihály utca                          | 20 | 5, 6, 8, 21                                                               |
| 2  | Fecske utca                                 | 19 | 8, 8A, 11, 21                                                             |
| 3  | Őrház utca                                  | 19 | 3, 8, 8A, 11, 21                                                          |
| 4  | Munkácsy Mihály utca                        | 18 | 4, 4A, 7A                                                                 |
| 6  | Petőfi Sándor utca                          | 16 | 1, 2, 3, 4, 4A, 7A, 10                                                    |
| 8  | Veszprém autóbusz-állomás                   | 14 | 1, 2, 3, 4, 4A, 7A, 10, 12, 12A, 22, 23 Helyközi buszok Távolsági járatok |
| 10 | Hotel                                       | 13 | 1, 2, 3, 4, 4A, 5, 6, 7A, 10, 12, 12A, 22, 25                             |
| 11 | Petőfi Színház                              | ∫  | 1, 2, 3, 4, 4A, 5, 6, 8, 8A, 10, 25 Helyközi buszok Távolsági járatok     |
| 12 | Ranolder János tér                          | ∫  | 10                                                                        |
| ∫  | Virág Benedek utca                          | 11 | 12, 12A                                                                   |
| 13 | Sziklai János utca (↓) Festő utca (↑)       | 9  | 10, 12, 12A                                                               |
| 14 | Patak tér                                   | 7  | 10, 12, 12A                                                               |
| 15 | Dózsa György tér                            | ∫  | 3, 5, 10, 12, 12A, 18, 25                                                 |
| 17 | Vértanú utca                                | ∫  | 3, 10, 18, 25 Helyközi buszok                                             |
| 18 | Avar utca                                   | ∫  | 3, 10, 18, 25                                                             |
| ∫  | Völgyhíd tér                                | 5  | 1, 3, 5, 8, 8A, 10, 12, 12A, 25                                           |
| ∫  | Pápai út 25.                                | 3  | 1, 3, 5, 8, 8A, 10, 12, 12A, 25 Helyközi buszok Távolsági járatok         |
| ∫  | Tizenháromváros tér                         | 2  | 3, 5, 10, 12, 12A, 18, 25                                                 |
| ∫  | Juhar utca                                  | 1  | 10                                                                        |
| 19 | Avar utca / Juhar utca vonalközi végállomás | 0  | 10                                                                        |